# シン・フェイン党
シン・フェイン党（シン・フェインとう、アイルランド語: Sinn Féin）は、1905年にアーサー・グリフィスらによって結成されたアイルランドのナショナリズム政党。現在の党首は2018年2月よりメアリー・ルー・マクドナルドが務めている。

## 活動
「シン・フェイン」とは「我ら自身」（英語: We Ourselves）という意味である。共和主義シン・フェイン党 (Republican Sinn Féin) とは区別される。歴史的にIRA暫定派と関係が深い。「ナショナリスト」と呼ばれるが、これはアイルランド民族主義を意味し、現在はイギリス領の北アイルランドを含めた統一アイルランド国家の建設を主張している。北アイルランドでは、「ユニオニスト」（連合王国派）、「ロイヤリスト」（王党派）と呼ばれるイギリス支配支持派と、長年にわたり抗争を繰り広げている。
アイルランド下院（ドイル・エアラン）、北アイルランド議会において議席を獲得しているほか、イギリス下院（庶民院）の総選挙にも候補者を立て、毎回一定の当選者を出しているものの、議会登院に義務付けられているイギリス国家元首への宣誓を拒否しているため、登院を行っておらず、議員歳費も受け取っていない。

## 来歴

### 2000年以降
2006年のセント・アンドルーズ合意を経て、一定の妥協が成立し、2007年の北アイルランド政府再建後、ユニオニスト右派の民主連合党 (DUP) と連立するに至った。北アイルランド政府では民主連合党が首相を、シン・フェイン党が副首相を分け合い、権限は同格とされた。
2012年より民主連合党主導で再生可能エネルギー導入計画が進められたが、制度の欠陥から巨額の損失を出した。シン・フェイン党はアーリーン・フォスター自治政府首相（民主連合党）の責任を追及し、2017年1月9日にはシン・フェイン党のマーティン・マクギネス自治政府副首相が辞職。これにより、共同統治のため、フォスターも自動的に首相を失職した。
2017年3月に行われた北アイルランド議会選挙は定数が108から90に減ったものの、シン・フェイン党は1議席の減少にとどまり27議席を得た。一方で民主連合党は10議席減の28議席で、両党は伯仲した。両党の膠着状態はその後も続き、北アイルランド政府は機能停止の状態が続いている。
2016年6月のイギリスの欧州連合離脱是非を問う国民投票で欧州連合 (EU) からの離脱がほぼ確実となった時点でデクラン・キアニー幹事長はアイルランド統一の是非を問う住民投票を行うべきだと表明した。
2017年のイギリス総選挙で与党・保守統一党（保守党）が過半数割れし、民主連合党との閣外協力協議を開始した。そこで、フィアナ・フォイル（共和党）、フィナ・ゲール（統一アイルランド党）、労働党から、シン・フェイン党も対抗して登院すべきという批判があがった。当時のジェリー・アダムズ党首は、「どうしてアイルランドの指導者が、イングランドの女王に忠誠を誓うことができるだろうか」と題して反論したほか、イギリスへの忠誠を拒否する原則論を再確認した上で、自党が3議席を上積みし、ナショナリスト穏健派（英議会においても登院拒否をしていない）の社会民主労働党が惨敗（現有3議席→0議席）したことを指摘し、「積極的棄権主義」が支持されたことを強調した。
2020年2月8日執行のアイルランド総選挙では党史上最多の37議席を獲得し躍進を果たした。2022年5月5日執行の北アイルランド議会選挙では史上はじめて議会第1党に躍り出たが、第2党となった民主連合党がイギリスのEU離脱後に北アイルランドとイギリス本土との間の貿易に支障が生じたとして自治政府参加をボイコットし、自治政府が発足できない状態が続いた。2024年1月になって北アイルランドの主要政党がイギリス政府と貿易ルール運用を変更することで大筋合意し、民主連合党の自治政府への復帰が決定。2月3日に北アイルランド議会にて副党首のミシェル・オニールが自治政府首相に選出された。